# Aegolipton argopuronum
Aegolipton argopuronum är en skalbaggsart som beskrevs av Komiya 2005. Aegolipton argopuronum ingår i släktet Aegolipton och familjen långhorningar. Inga underarter finns listade i Catalogue of Life.